# Enseada Ezcurra

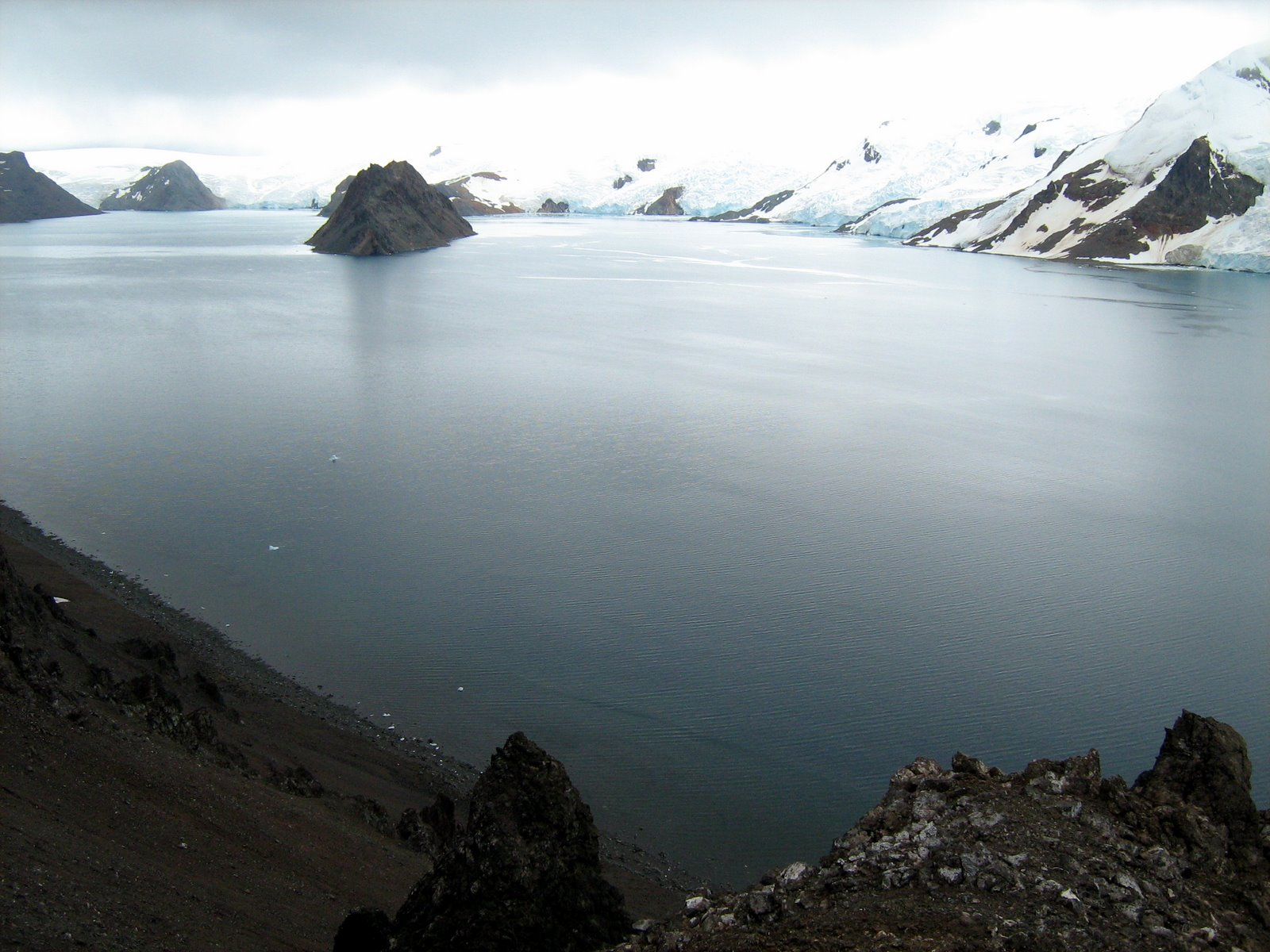
Enseada Ezcurra

A Enseada Ezcurra é uma enseada formando o braço oeste da Baía do Almirantado, Ilha do Rei George, nas Ilhas Shetland do Sul. Mapeada pela Expedição Antártica Francesa, 1908–10, sob o comando de Charcot, foi batizada com o nome de "Fiorde Ezcurra" por Pedro de Ezcurra (1859–1911), político argentino e Ministro da Agricultura em 1908, que auxiliou a Expedição Antártica Francesa.
Imediatamente depois que esta área foi mapeada, um guia da Marinha para a região estabeleceu que "o fiorde ocidental, não parece oferecer bom ancoradouro, pois está muito exposta à rajadas de vento." Além disso, diz-se não ter sido usada por baleeiros que frequentaram suas águas devido às banquisas de gelo que bloquearam acesso à Baía do Almirantado.